# Strój biłgorajsko-tarnogrodzki
Strój biłgorajsko-tarnogrodzki – polski strój ludowy, używany w regionie Biłgoraja i Tarnogrodu. Nazwa stroju stosowana jest przez Barbarę Kaznowską-Jarecką w jej książce pod tym samym tytułem. Strój znany jest również jako strój małopolski. Spotykana nazwa strój biłgorajski to zwykłe uproszczenie nazwy i ze względu na obszar jego występowania nazwa jest obecnie niewłaściwa.
Strój uważany jest za jeden z najbardziej zbliżonych do dawnych strojów słowiańskich. Używany był do przełomu XIX i XX w..

## Opis

### Strój męski

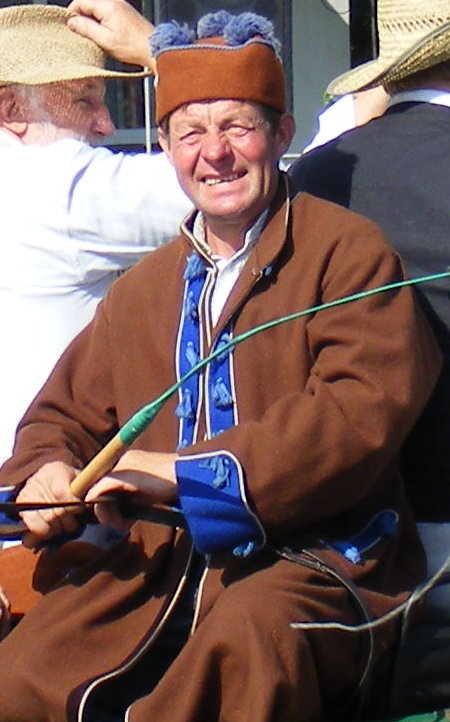
Strój męski

#### Spodnie
Spodnie były potocznie zwane wściekłymi portkami, na co wpływ miała duża ilość zanieczyszczeń znajdujących się w materiale - lnianym płótnie, powodująca dokuczliwe uwieranie. Zszywane były z dwóch kawałów płótna w kształcie trójkątów, z których powstawały nogawki.
Spodnie były używane do okresu międzywojennego.

#### Koszula
Używane były dwa typy koszul – odświętna oraz codzienna. Różniły się jakością i gatunkiem płótna. Kołnierz koszuli, zwany oszewką, był ściągany czerwoną kokardką. Rękawy koszuli były marszczone; koszula nie posiadała ozdób, lub była ozdabiana haftem krzyżykowym. Powstawała przez połączenie dwóch prostokątnych kawałów płótna.

#### Parcianka
Parcianka była ubiorem wierzchnim noszonym w okresie letnim. Uszyta była z płótna konopnego. Rękawy zwężały się ku dołowi; parcianka sięgała do łydek, nie była niczym zdobiona i przepasywana.

#### Sukmana
Sukmana była ubiorem reprezentacyjnym, noszonym cały rok, lecz najczęściej w okresie zimowym. Miała kolor brązowy, materiał był tworzony z wełny czarnych owiec. Był on tak twardy i gęsty, że namokniętą sukmanę można było postawić w pozycji pionowej.
Kołnierz sukmany był stojący lub wykładany, jej boki były fałdowane. Rękawy były zakończone mankietami obszytymi niebieskim suknem. Sukmana była zdobiona szamerunkiem - niebieskim lub czerwonym sznurkiem, którym był obszywany kołnierz i skrajna część wzdłuż przedniego rozcięcia.
Jedna sukmana służyła przez kilka lat.

#### Pas
W dniach świątecznych stosowany był szeroki, ozdobny pas ze skóry wołowej, mającej brązowy kolor. Kawalerowie nosili pas zapinany dwiema sprzączkami, natomiast gospodarze pas z czterema. Pasy zawsze były noszone na koszuli.

#### Gamerka
Gamerka była charakterystyczną, noszoną do sukmany czapką. Miała kwadratowe denko, nie posiadała daszka. Denko było opasane sznurkiem, który w jego rogach tworzył pompony.

#### Dodatki
Powszechnie używana była torba, zwana kalitą. Wykonana była ze skóry, miała kształt podkowiasty. 
W zimie noszono wełniane rękawice.

### Strój kobiecy

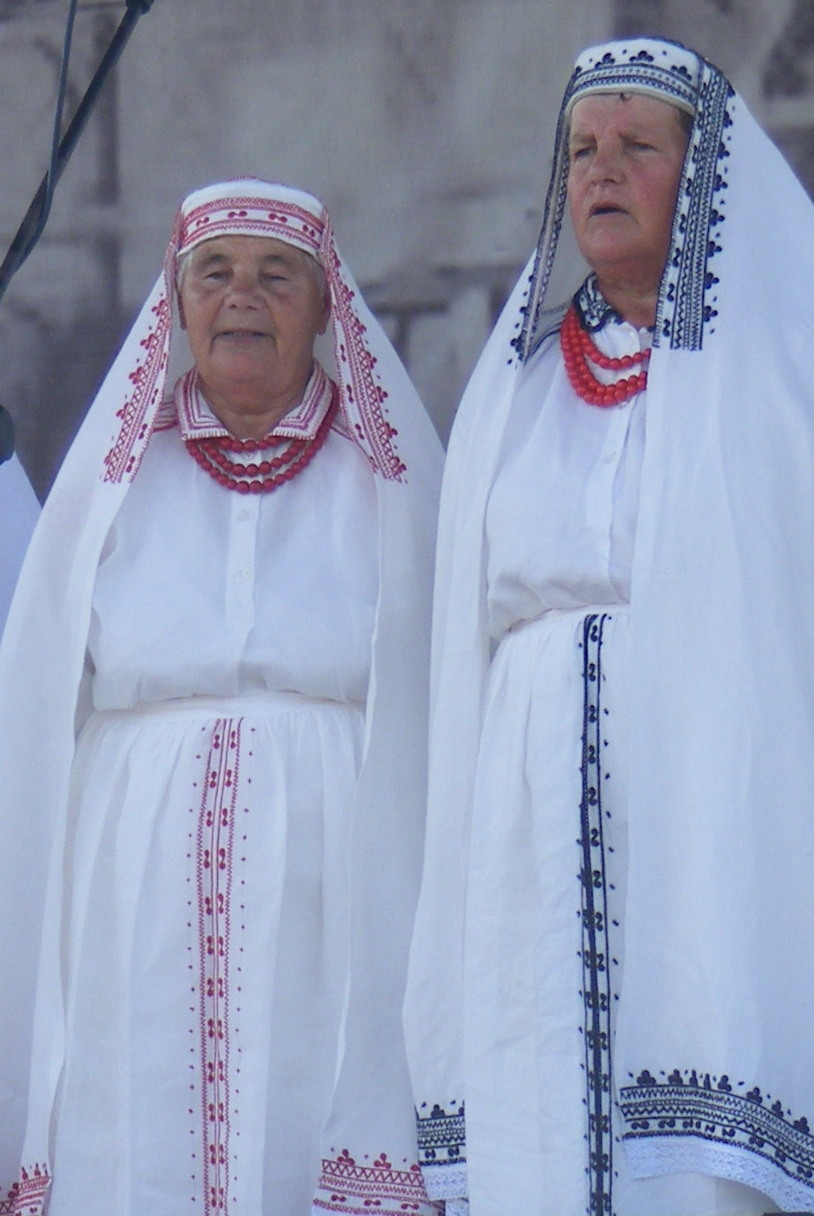
Strój damski

#### Koszula
Koszula kobieca od męskiej różniła się węższymi i krótszymi rękawami, oraz haftem znajdującym się w przedniej części kołnierza oraz na ramionach.

#### Spódnica
Krój spódnicy był niezwykle prosty. Była szyta z dwóch płatów płótna, które łączono i marszczono w pasie. W zimie stosowane były spódnice zwane potocznie burkami - jako element stroju kobiecego były używane najdłużej, bo aż do czasów międzywojennych.

#### Nakrycie głowy
Charakterystycznym nakryciem głowy była chamełka, czyli obciagnięty siatkowym czepkiem krążek z łubu lub tektury. Na chamełkę kobieta zarzucała nadkrywkę, czyli opadający na ramiona płat płótna dł. 2 m zdobiony na brzegach haftem.

#### Sukmana, kożuch
Sukmana kobieca prawie niczym się nie różniła od męskiej. Była używana bardzo rzadko, tylko przy największych uroczystościach, gdyż była ciężka i niewygodna. W zimie zastępowano ją kożuchem.

#### Żupan
Żupan był rodzajem płaszcza sięgającego do łydek. W XIX w. prawie całkowicie wyparł sukmanę. Był bogato zdobiony, przepasywany wełnianym pasem. Jego koszt był dość duży, dlatego biedniejsze kobiety często pożyczały go od bogatszych.

#### Dodatki
Bardzo często używane były różne naszyjniki, szczególnie korale. Były one dość drogie, dlatego używano ich tylko przy większych uroczystościach. Stanowiły w pewnym sensie rodzinną własność, przekazywaną córkom przez matki (zwyczaj ten w wielu rodzinach jest kontynuowany do dziś). Kobiety biedniejsze, których nie stać było na korale, nosiły laki, czyli naszyjniki je imitujące.